# 伊川农村商业银行
河南伊川农村商业银行股份有限公司是位于河南省洛阳市伊川县的一家农村商业银行。

## 概述
伊川县农村信用合作联社于2009年9月2日改制为伊川农村商业银行，注册资本14.16亿元，实缴资本11.07亿元。是河南省首家农村商业银行。截至2019年6月末，该行资产总额626.46亿元，负债总额576.00亿元，所有者权益50.46亿元，营业收入18.41亿元，实现利润总额7.40亿元，净利润6.84亿元。该行资本净额57.12亿元，资本充足率10.88%；核心一级资本净额48.19亿元，核心一级资本充足率9.18%，一级资本充足率9.18%。2019年6月末，该行风险加权资产总计524.80亿元。